# Balder Patera
La Balder Patera è una struttura geologica della superficie di Io.